# 페테르 파울 루벤스
페테르 파울 루벤스(Peter Paul Rubens, 1577년 6월 28일 ~ 1640년 5월 30일)는 독일 태생으로 17세기 바로크를 대표하는 벨기에 화가이다. 루벤스라는 이름으로 널리 알려져 있는 그는 역동성, 강한 색감, 그리고 관능미를 추구하는 환상적인 바로크 스타일의 대표적인 화가이기도 했다. 루벤스는 초상화, 풍경화, 신화나 사실을 바탕으로 그린 역사화, 그리고 교회 제단을 위해 그린 반종교개혁적인 세 폭 제단화인 〈십자가에서 내려지는 그리스도〉라는 작품으로 유명하다.
루벤스는 유럽 전역의 여러 귀족과 미술품 수집가에게 유명했던 안트베르펜의 화실을 운영했으며, 그는 인문학자이자 미술품 수집가, 스페인의 펠리페 4세와 잉글랜드의 찰스 1세에게 기사 칭호를 부여받은 외교관이었다.

## 생애

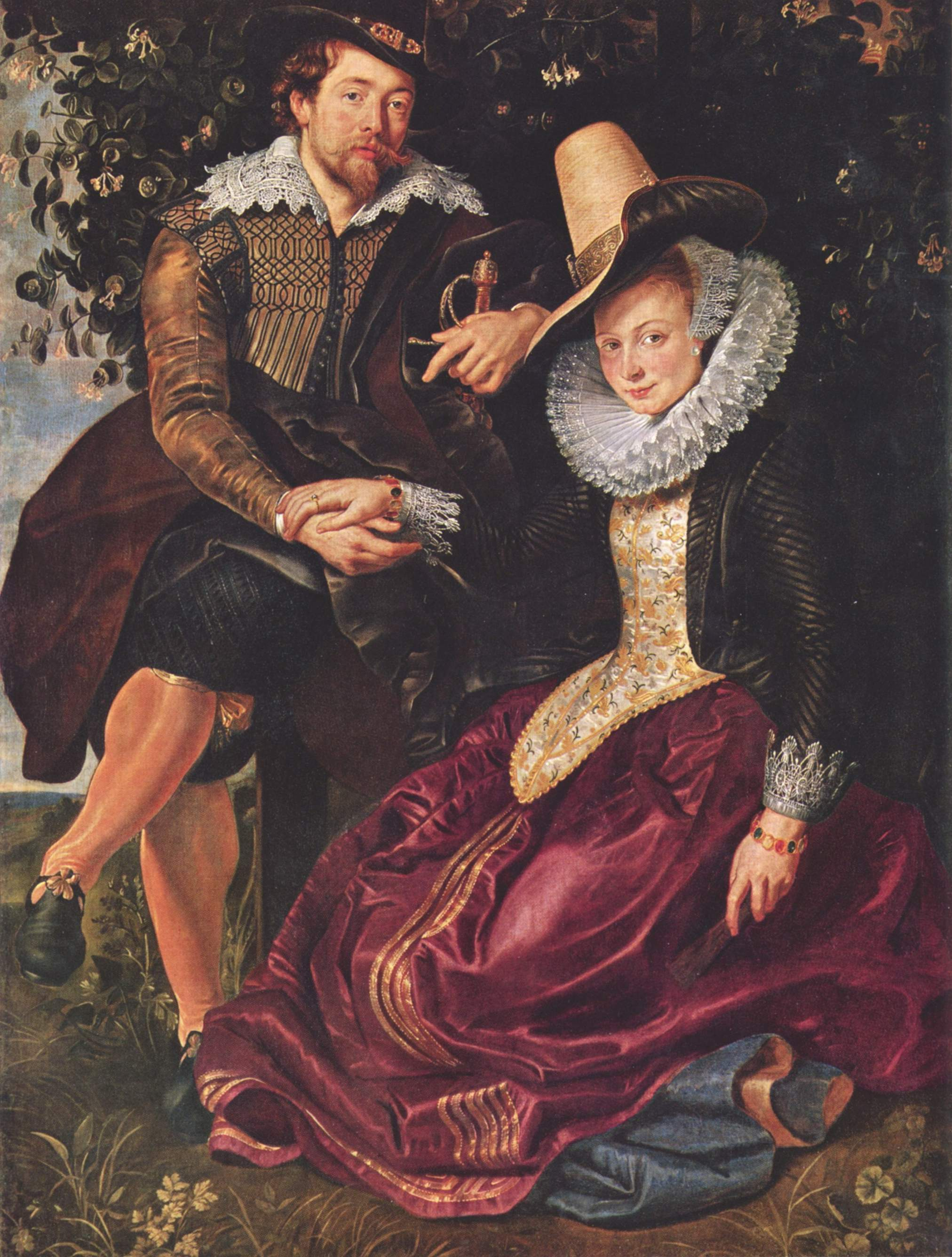
"인동덩굴 그늘에서 루벤스와 이사벨라 브란트", 1609-10. 페테르 파울 루벤스. Alte Pinakothek, 뮌헨.

### 유년 시절 (1577-1599)
루벤스는 1577년 독일의 베스트팔렌(Westfalen,오늘날의 노르트라인베스트팔렌주)이라 불리는 지방의 지겐(Siegen)이라는 도시에서 태어났다. 그의 부모는 안트베르펜의 법률가인 장 루벤스(Jan Rubens)와 마리아 피펠린크스(Maria Pypelincks)로, 그의 아버지는 칼뱅주의자였다. 그의 어머니는 알바 백작의 프로테스탄트(개신교)에 대한 박해와 종교적 소란을 피해 1568년 안트베르펜에서 쾰른으로 도망쳤다. 아버지 장 루벤스는 William the Silent의 두 번째 부인이었던 작센의 안나의 연인이자 변호사 및 고문직을 맡고 있었는데, 1570년 그녀의 궁전에서 살게 되었다. 아버지인 장 루벤스가 그녀와의 불륜이 들통나 감옥에 갇히게 된 후 1577년 페테르 파울 루벤스가 태어났다. 루벤스의 가족은 1년 후 쾰른으로 옮기게 되었다. 1589년, 아버지가 죽은 지 2년이 지나고 루벤스는 형과 어머니와 함께 안트베르펜으로 이사했으며 라틴어를 가르치는 가톨릭학교를 다녔다. 종교는 그의 작품세계에 많은 영향을 미쳤으며 이후 그는 가톨릭의 반종교 개혁 형식의 미술 분야의 대표적인 화가들 중 한 명이 되었다.
안트베르펜에서 루벤스는 인문학과 라틴어, 그리고 고전 문학을 배웠다. 14살이 되던 해에 그는 Tobias Verhaeght의 지도 하에 미술 실습생으로 일하게 되었다. 그 후, 그는 도시에서 유명했던 두 명의 매너리즘 화가 아담 반 누트(Adam van Noort)와 오토 반 빈(Otto van Veen)에게서 미술을 지도받았다. 루벤스는 한스 홀바인이나 마르카토니오 레이몬디의 판화, 그리고 라파엘로 등 이전 시대의 거장들의 작품들을 모작하면서 공부했다. 루벤스는 1598년 공부를 마치고 '성 루크 화가조합(Guild of St. Luke)'에서 조합장 및 교사직을 맡게 된다.

### 이탈리아에서의 삶 (1600-1608)
1600년에 루벤스는 르네상스 시대의 예술의 요람인 이탈리아로 여행을 가게 되었다. 그는 베네치아에서 잠시 머무르며 티치아노와 베로니스, 그리고 틴토레토의 작품을 감상했으며, 이후 만토바 공작 빈첸초 1세에게 사랑을 받으며 그의 성이 있는 만토바에 정착했다. 베로니스와 틴토레토의 색감과 구도는 루벤스의 작품에 많은 영향을 미치게 되었으며 이후 그의 성숙기의 스타일은 티치아노의 영향을 많이 받게 된다. 빈첸초 공작의 후원을 받으며 1601년 루벤스는 피렌체와 로마를 방문하게 된다. 그곳에서 그는 그리스와 로마의 고전 예술작품과 이탈리아의 거장들의 작품을 모작하며 공부하였다. 헬레니즘 시대의 조각 〈라오콘과 그의 아들〉(Laocoon and His Sons)이 특히나 그에게 많은 영감을 주었다. 그와 함께 미켈란젤로, 라파엘로, 그리고 레오나르도 다 빈치의 작품이 그에게 많은 영향을 끼쳤다. 또한 그는 당시 큰 화제가 되고 있었던 매우 자연스럽고 현실적인 작품을 그리는 카라바조의 작풍에서도 많은 영향을 받게 된다. 그 후 루벤스는 그리스도의 무덤이라는 카라바조의 작품을 모작했으며 그의 후원자인 빈센조 백작에게 동정녀 〈마리아의 죽음〉(루브르 박물관)을 구입하라고 추천하기도 했다. 또, 루벤스는 안트베르펜에 있는 도미니칸 교회에서 로자리오의 마돈나(Kunsthistorisches 박물관, 베니스)를 구입하는 것을 돕기도 했다. 로마에서 머물 무렵, 루벤스는 처음으로 그의 세 폭 제단화를 완성했다. 이 작품은 St. Helena with the True Cross로, 로마의 교회 예루살렘의 산타 크로스를 위해 그려졌다.
루벤스는 1603년, 외교 임무를 맡아 스페인으로 여행을 가게 된다. 그는 펠리페 3세에게 보내는 빈센조 백작의 선물을 갖고 있었다. 스페인에 머물며 그는 펠리페 2세가 모았던 수많은 라파엘로와 티티안의 작품들을 감상할 수 있었다. 루벤스는 또한 마드리드의 프라도에 머물면서 말을 타고 있는 러마의 백작의 초상화를 그리게 되는데, 이 작품은 티티안의 작품 Charles V at Muhlberg (1548년작, 마드리드의 프라도)의 영향을 많이 받은 작품으로 보인다. 이 여행은 그가 예술과 외교술의 재능을 함께 발휘했던 첫 번째 여행이었다.
루벤스는 1604년 이탈리아로 돌아왔으며 이후 4년간은 만투아와 로마의 제노바에서 지냈다. 제노바에서 루벤스는 Marchesa Brigida Spinola-Doria(내셔널 미술 전시관, 워싱턴 D.C.) 등 여러 초상화를 그렸다. 이 때의 작품들은 훗날 안토니 반 다이크나 조슈아 레이놀드, 그리고 토마스 게인즈보로에게 많은 영향을 끼쳤다. 또한 루벤스는 도시의 성들을 삽화 형식으로 그리는 작업에 착수하기 시작했다. 1606년에서 1608년, 그는 로마에서 가장 유명한 화가 중 한 사람이 되었으며 이 시기에 그는 당시 도시에 새로 지어진 가장 세련되고 유명했던 발리셀라의 산타 마리아 교회(Santa Maria in Vallicella or, Chiesa Nuova)를 위해 제단화를 그리게 된다. 작품의 주제는 당시에 그 지역에서 가장 칭송받던 성인이었던 교황 그레고리오 1세가 성모 마리아와 그의 아들을 숭배하는 모습을 그리기로 결정된다. 첫 번째 작품은 한 폭만을 사용하여 그린 제단화였으나, 세 폭에 그려진 두 번째 작품으로 교체되었다. 이 두 번째 작품은 "발리셀라의 산타 마리아"의 성스러운 모습을 재현했으며 제거가 가능한 구리 덮개가 곁들여졌고, 중요한 축제일에 대중들에게 공개되었다.
이탈리아에 미친 루벤스의 영향은 굉장히 거대했다. 그는 이탈리아에서 "Pietro Paolo Rubens"라는 서명을 한 편지와 서신을 여러 장 썼다. 편지에서 그는 '이베리아반도로 돌아가고 싶다'라고 쓰고 있으나, 그의 소망은 실현되지 못했다.

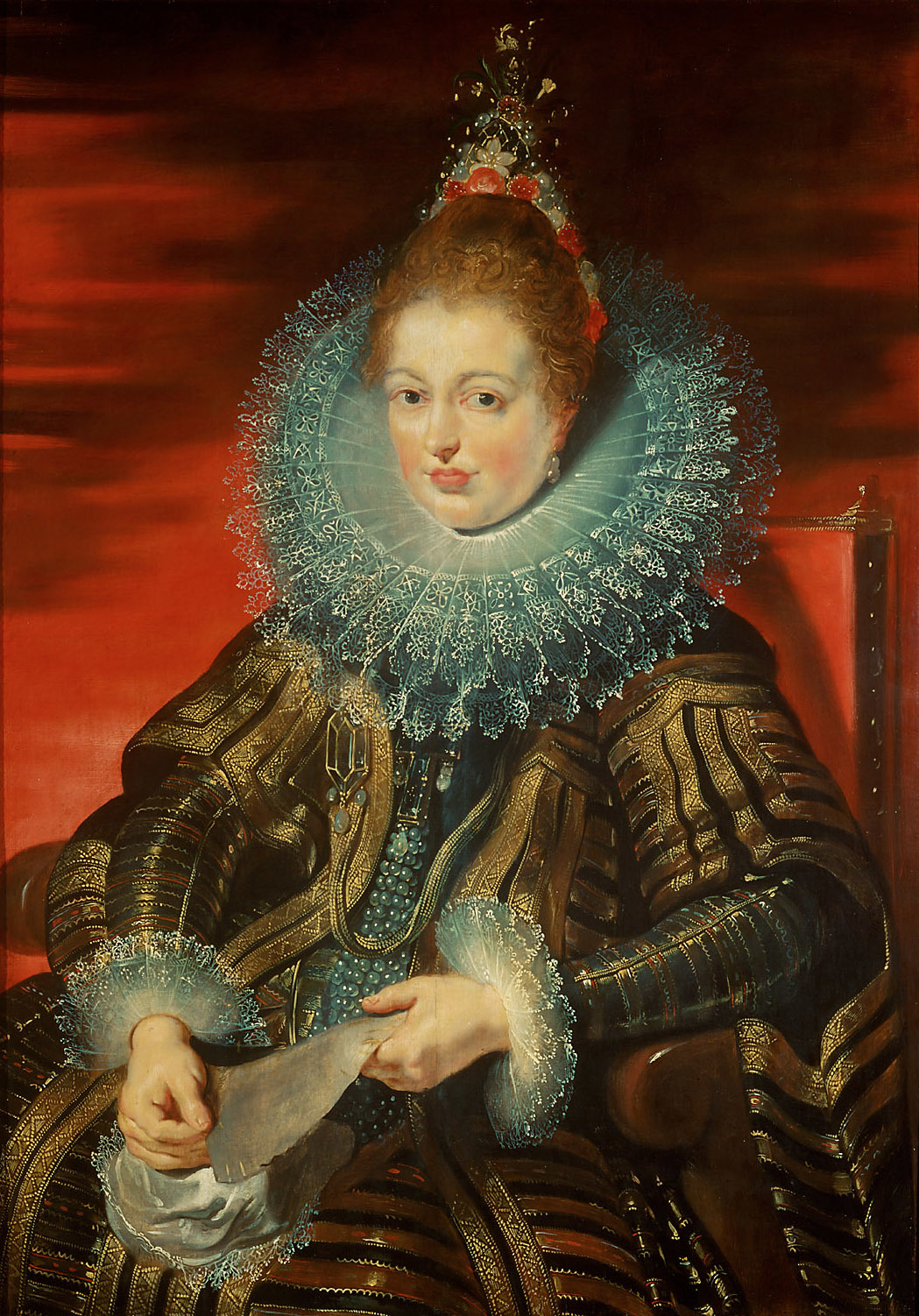
이사벨 클라라 에우헤니아 황녀(1566-1633), 1615년. Kunsthistorisches Museum, 비엔나.

### 안트베르펜에서의 삶 (1609-1621)

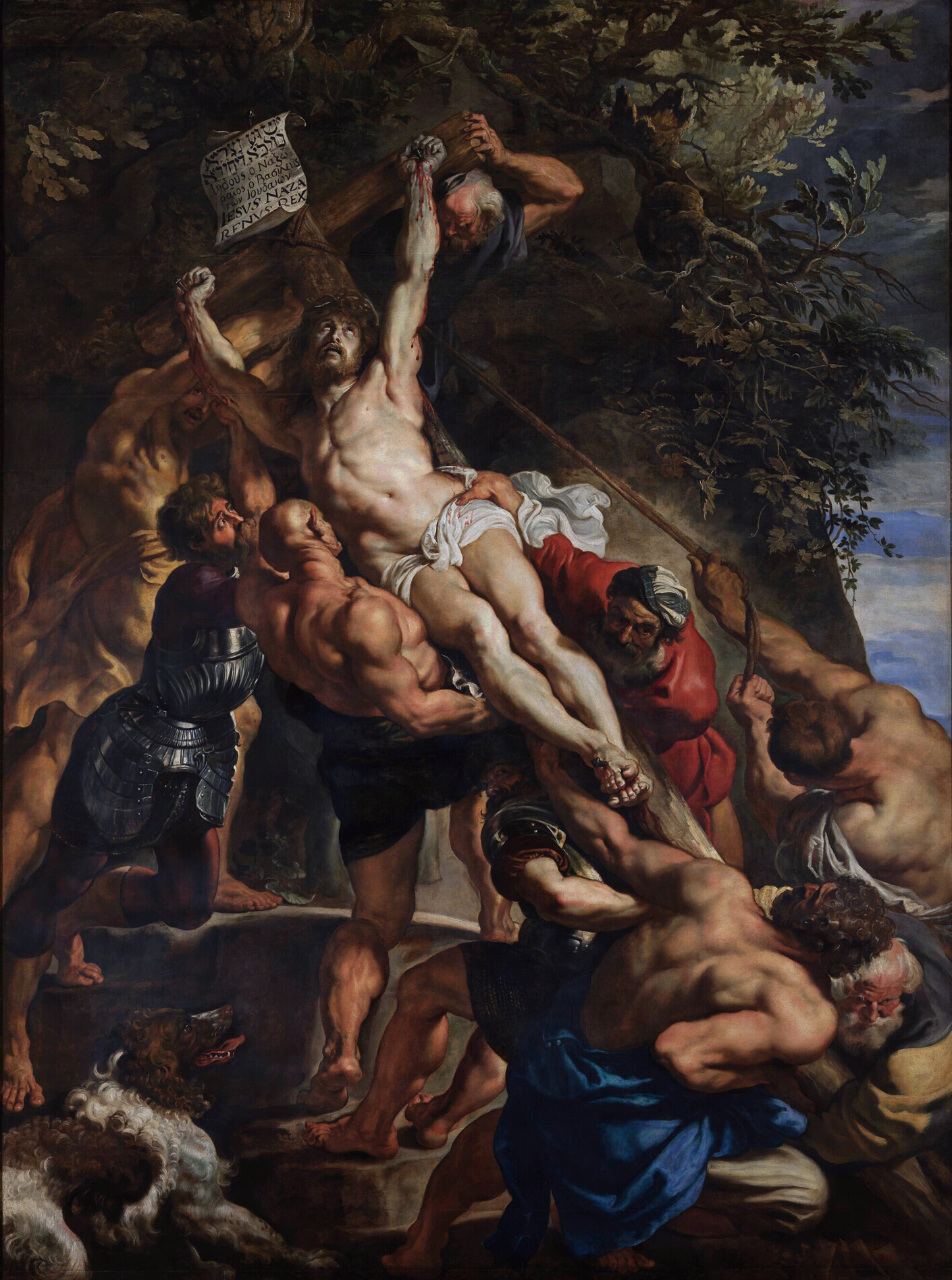
The Elevation of the Cross, 1610-11년. 중앙 패널. 안트베르펜의 성모 마리아 성당.

1608년 루벤스는 그의 어머니가 병에 걸렸다는 사실을 알게 되고 안트베르펜으로 급히 달려갔다. 그러나 그녀는 루벤스가 집에 도착하기도 전에 숨을 거두고 말았다. 그가 안트베르펜으로 돌아온 이 시기는 1609년 4월 9일에 체결된 "안트베르펜 조약(Treaty of Antwerp)"에 따라 도시가 다시 번창했던 때로, "12년의 휴전(Twelve Years' Truce)"가 시작되었던 시기이기도 했다. 이 때부터 루벤스는 안트베르펜에서 계속 머무르려고 결심했던 것으로 보인다. 같은 해 9월에 루벤스는 오스트리아의 알베르트 7세 대공과 그의 아내 이사벨라에 의해 왕실화가로 지명받게 된다. 그는 특별 허가 조치를 얻어 브뤼셀이 아닌 안트베르펜에서 화실을 운영할 것을 허락받았고, 다른 손님을 받는 것도 허락을 받게 되었다. 루벤스는 대공의 아내 이사벨라가 죽기 전 1633년까지 그녀와 가까운 사이로 지냈다. 그는 화가 직무만이 아니라 대사나 외교에 관한 임무를 맡아 하기도 했다. 루벤스는 안트베르펜의 대표적인 인문학자 장 브란트(Jan Brant)의 딸 이사벨라 브란트(Isabella Brant)와 1609년 10월 3일에 결혼함으로써 도시를 떠나지 않겠다는 그의 결심을 더더욱 굳건히 했다.
1610년, 루벤스는 그가 직접 설계한 새로운 집으로 이사했다. 현재 Rubenshuis 박물관으로 알려진 이곳은 안트베르펜의 중심지에 지어졌으며 이탈리아의 건축양식에 영향을 받은 빌라로, 루벤스와 그의 견습생들이 작품을 그리던 작업실과 그의 개인 작품들을 모아둔 방과 도서관 등 광범위한 루벤스의 직업 및 취미생활을 반영하고 있다. 이 즈음, 루벤스는 수많은 제자들, 실습생들과 함께 새로운 화실을 지었다. 당시 그의 제자 중에서는 오늘날 가장 유명한 바로크 시대의 초상화가 중 한 사람인 플랑드르의 안토니 반 다이크가 있었다. 반 다이크는 자주 루벤스와 합작을 하곤 했는데, 그 외에도 도시 내의 여러 전문가들과 공동 작업을 하기도 했다. 그 중에서는 동물화가인 프란스 스나이더가 있었는데, 스나이더는 Prometheus Bound의 독수리 형상을 그린 인물이다. 또한 루벤스는 그의 친한 친구이자 꽃을 그리는 식물화가 장 브루겔과 공동작업을 하기도 하였다.

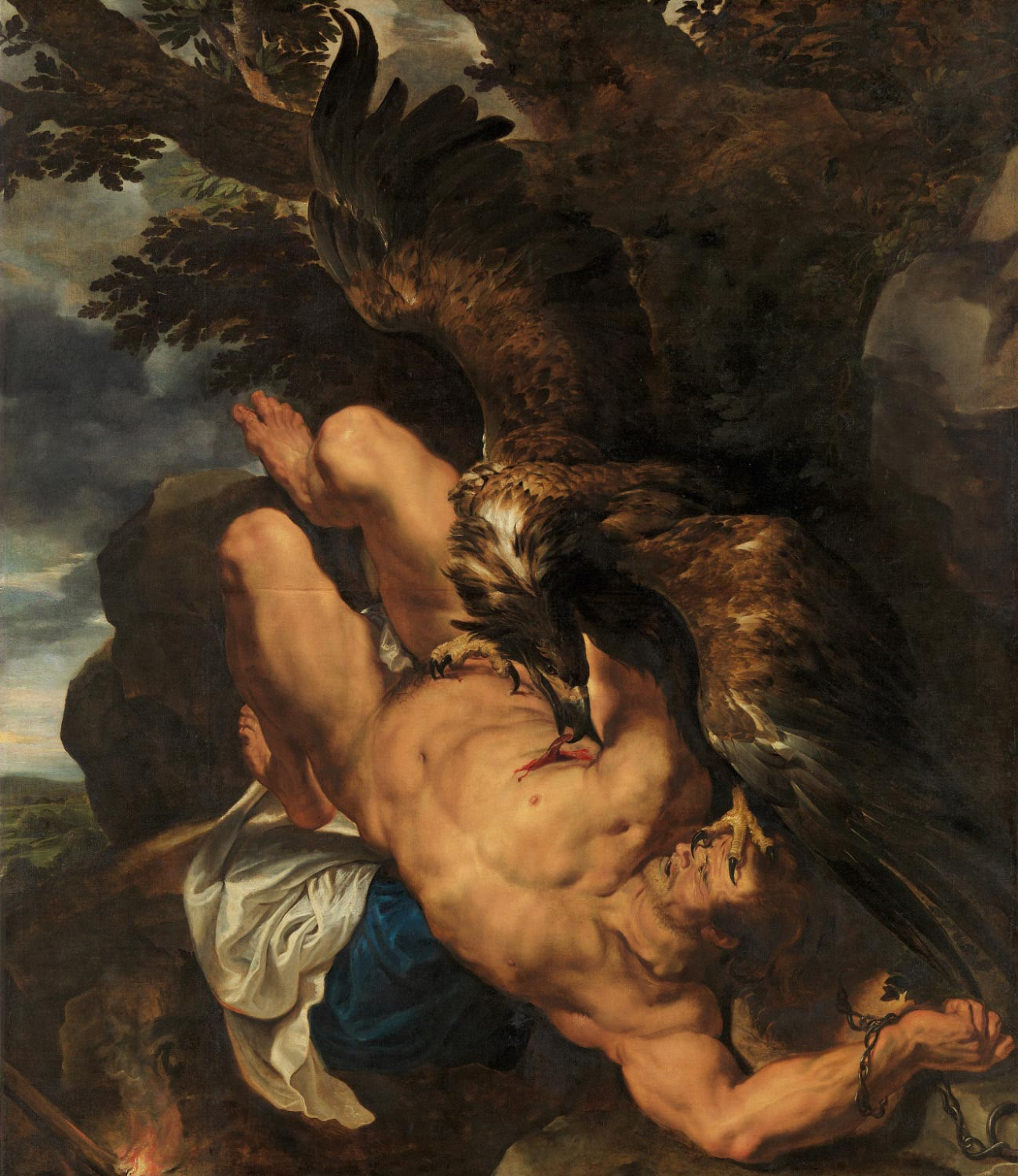
페테르 파울 루벤스와 프란스 스나이더, Prometheus Bound, 1611-12년. 필라델피아 미술 박물관.

루벤스가 그렸던 세 폭 제단화인 "The Raising of the Cross(1610)"와 "The Descent from the Cross(1611-1614)"는 성모 마리아 성당을 위해 그려졌는데, 이 작품들은 루벤스가 플랑드르의 대표적인 화가로서 자리를 굳히는 데 기여하였다. 예를 들어 "The Raising of the Cross"는 베니스의 Scuoladi San Rocco에 있는 틴토레토의 "Crucifixion"과 미켈란젤로의 역동적인 인체, 그리고 루벤스 그만의 독특한 개성을 모두 보여주고 있는 작품이다. 이 작품은 바로크 시대의 종교화를 대표하는 작품으로서 자주 사용되곤 한다.
루벤스는 그의 친구이자 Plantin Press의 소유주인 Balthasar Moretus를 비롯하여 여러 작가들의 책 표지나 삽화, 프린트 등을 제작하기도 했다. 이때 루벤스의 이름은 유럽 전역을 걸쳐 알려지게 된다. 몇 번의 획기적인 에칭을 제외하고 그는 드로잉은 모두 그가 직접 그렸으며 프린트 작업은 Lucas Vorsterman과 같은 다른 전문가에게 맡겼다. 그는 그가 원했던 좀 더 박력 있는 스타일을 가르쳤던 Hendrik Goltzius에게서 배운 동판화가들을 여럿 고용했다. 루벤스는 또한 나무 동판화를 디자인하기도 했는데, 19세기에 이르러서야 비로소 부활시킬 수 있었던 기술이었다. 루벤스는 그의 프린트 작품에 대한 저작권을 얻었는데, 그의 작품이 프린트로 여러 장 복사되던 네덜란드에서는 저작권에 대해 좀 더 확고히 했다. 덧붙여 영국, 프랑스, 그리고 스페인에서도 그는 프린트에 자신의 저작권을 명시하도록 했다.

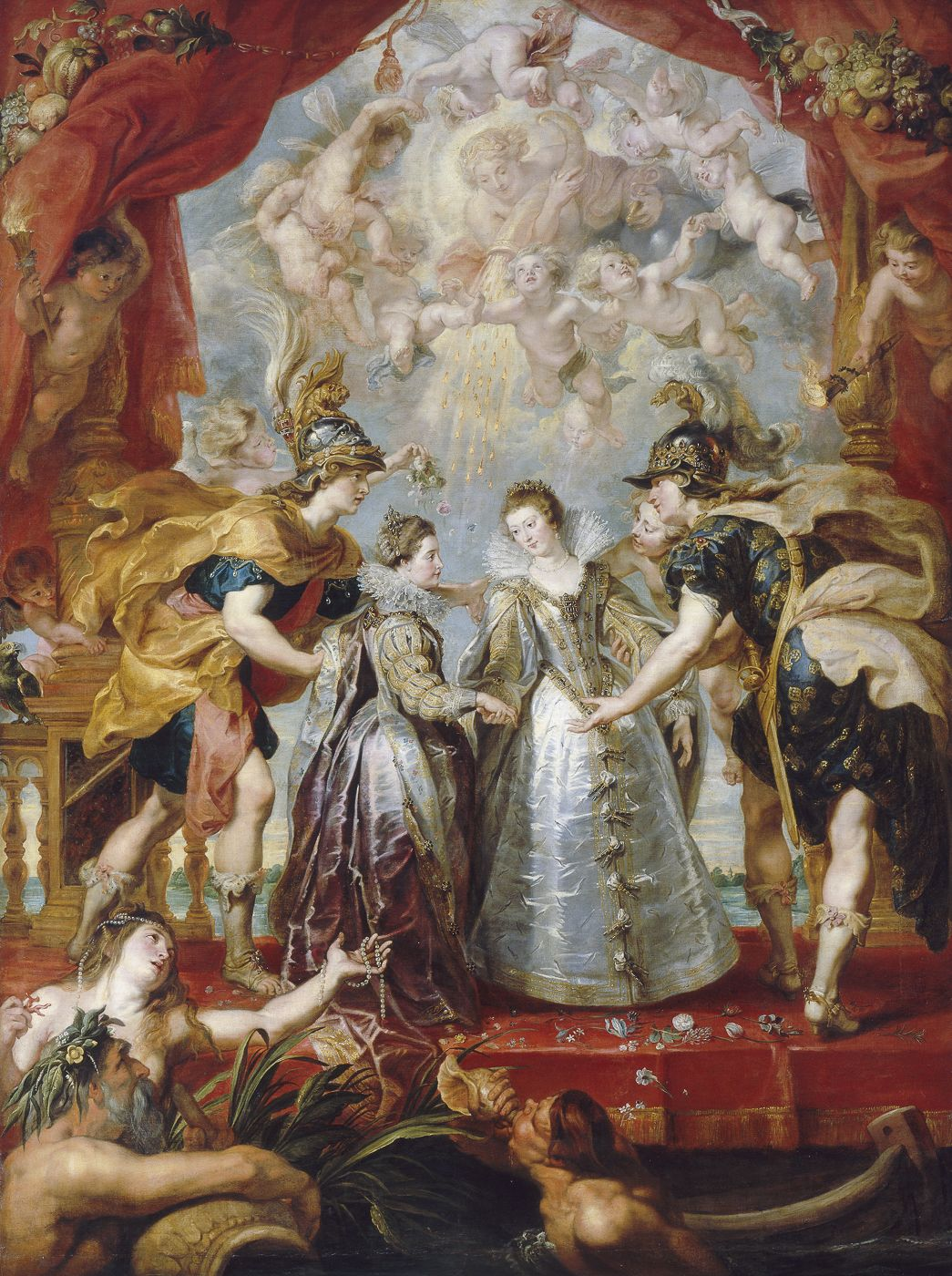
The Exchange of Princesses, "마리 드 매디시스의 생애" 시리즈 작품 중 하나. 파리 루브르 박물관.

### 마리 드 메디시스의 생애와 외교관 임무 (1621-1630)
1621년, 프랑스의 왕비이자 국모였던 마리 드 메디시스는 루벤스에게 파리의 룩셈부르크 성에 전시될 그녀와 그녀의 남편 프랑스의 앙리 4세의 삶을 그린 그림 시리즈를 각각 두 개 주문한다. "마리 드 메디시스의 시대(루브르 박물관)"는 1625년 전시되으며, 그가 그린 두 번째 시리즈는 결국 완성되지 못했다. 마리 드 메디시스 왕비는 1630년 그녀의 아들이었던 루이 13세에 의해 추방당하게 되며 1642년 루벤스가 유년시절을 보냈던 쾰른의 바로 그 집에서 죽었다.
1621년에 체결되었던 "12년의 휴전"이 만기된 후, 스페인의 합스부르크의 통치자는 루벤스에게 여러 번의 외교 임무직을 강제로 맡기곤 했다. 1624년 프랑스 대사는 브뤼셀에게 이렇게 쓰고 있다. "루벤스는 황녀의 명에 따라 폴란드 왕자의 초상을 그리기 위해 와 있다." (브와디스와프 바사 4세 (Władysław IV Vasa) 왕자는 황녀의 손님으로 1624년 9월 3일에 브뤼셀에 머물고 있었다.) 1627년에서 1630년은 외교관으로서의 루벤스가 가장 적극적인 활동을 펼친 시기다. 그리고 루벤스는 스페인과 영국 왕실을 오가며 스페인의 통치하에 있던 네덜란드와 네덜란드 공화국의 평화를 위해 일했다. 그는 또한 북부 네덜란드 지방에 외교관과 화가로서 여러 번 방문했다. 왕실에서 그는 종종 조신들은 미술이나 작품의 거래에 관여해서는 안 된다는 선입견과 마주해야 했다. 그러나 그는 여전히 많은 사람들에게 신사로 통했다. 이 때에 루벤스는 두 번의 기사 칭호를 받게 되었는데, 첫 번째는 1624년 스페인의 펠리페 4세에게 받았고, 그 후 1630년, 잉글랜드의 찰스 1세에게 받았다. 루벤스는 또한 케임브리지 대학교에서 1629년 미술 석사 학위를 받았다.

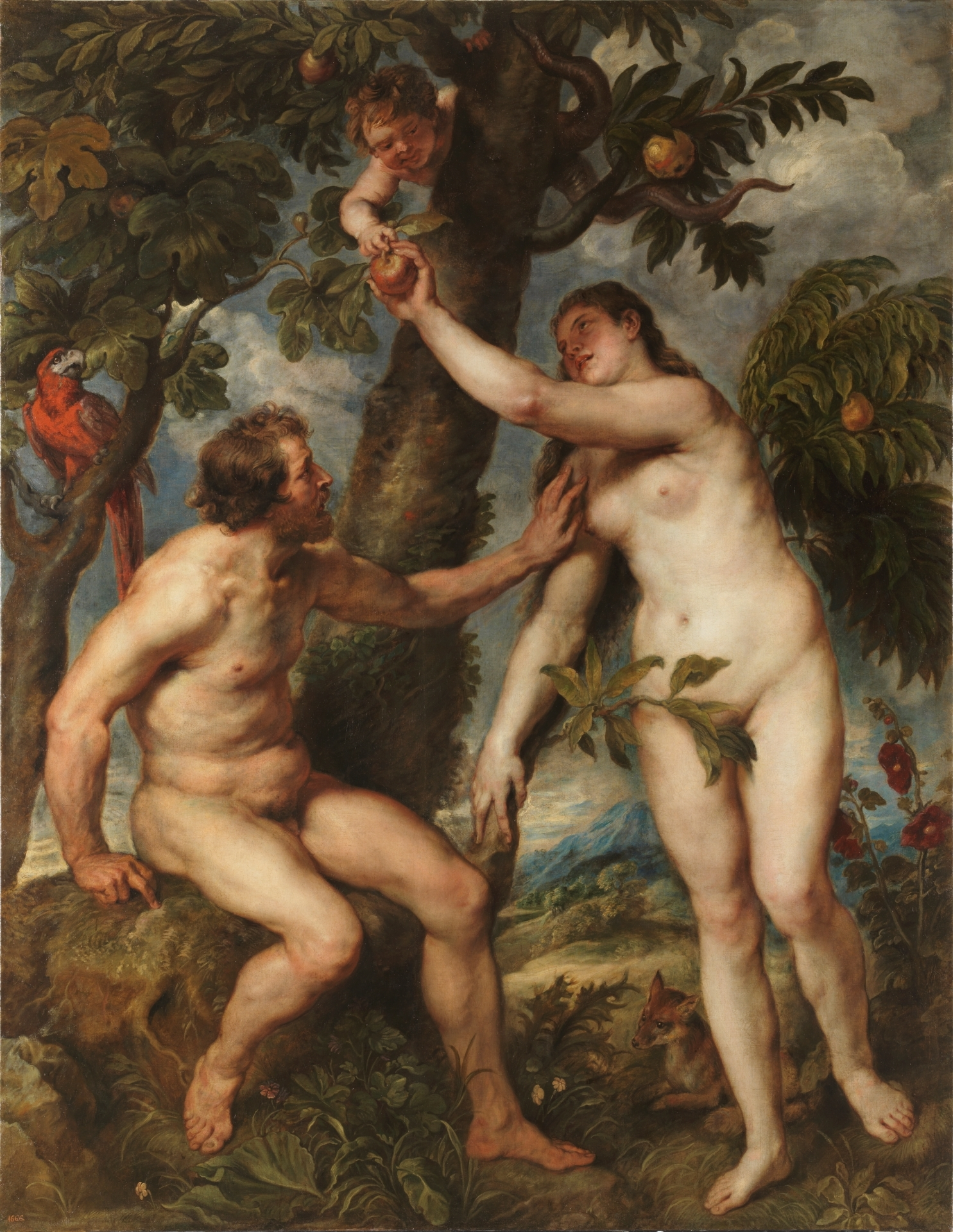
The Fall of Man (티티안 원작), 1628-29. 마드리드의 프라도.

루벤스는 1628년에서 1629년에 8개월간 마드리드에서 지내게 된다. 여기서는 외교관 임무 외에도 펠리페 4세의 명령 하에 서너 개의 중요한 임무를 수행했으며 개인적인 고객에게 작업을 주문받기도 했다. 그는 또한 티티안의 작품에 대해 새로이 공부하기 시작했는데, 그 중에는 마드리드의 Fall of Man(1628-29)이라는 작품의 모작도 포함되어 있다. 이곳에서 머무는 동안 그는 왕실화가 디에고 벨라스케스와 친구가 된다. 둘은 다음 해에 함께 이탈리아를 여행할 것을 약속하기도 했다. 그러나 루벤스는 안트베르펜으로 돌아갔으며, 벨라스케스는 결국 혼자 여행해야 했다.
안트베르펜에서 그가 머문 시간은 그리 길지 않았으며, 이후 루벤스는 런던으로 여행을 가게 된다. 그는 1630년 4월까지 그곳에서 머물면서 Allegory of Peach and War(1629년, 내셔널 갤러리, 런던)과 같은 걸작을 남겼다. 이 작품은 루벤스가 얼마나 평화로운 세상을 원했는지 잘 표현하고 있으며, 루벤스는 이 그림을 찰스 1세에게 선물로 주었다.
루벤스의 세계적인 명성이 귀족들과 수집가들에 의해 계속해서 자라날 무렵, 루벤스와 그의 화실은 계속해서 안트베르펜의 고객들에게 명작품을 그리고 있었다. 그 중에는 안트베르펜의 성당에 있는 동정녀 마리아의 승천(Assumption of the Virgin Mary)(1625-26)도 있다.

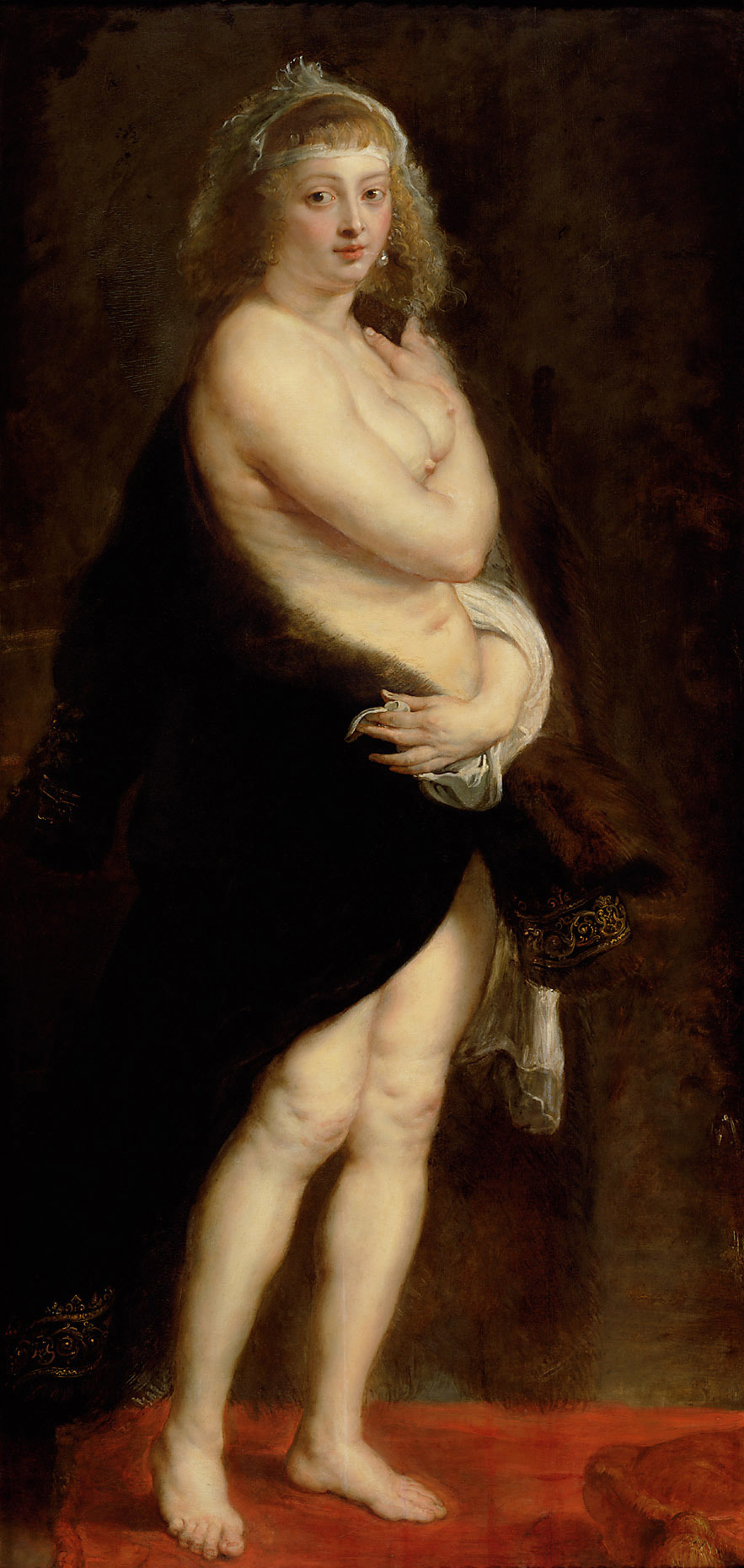
루벤스의 두 번째 아내 헬레나 푸르망의 초상화 (Het Pelsken), 1630년. Kunsthistorisches Museum, 비엔나.

### 노년기 (1630-1640)
루벤스는 그의 노년기를 안트베르펜에서 보냈다. 그는 여전히 세계 각지의 고객에게 작품을 그려주었다. 이 때에 그가 그린 작품으로는 화이트 홀에 위치한 이니고 존의 성의 연회장 천장에 그린 작품 등이 있다. 그러나 그는 이때 자기 자신의 화가로서의 방향을 탐구하는 데에 더 몰두했다.
1630년, 그의 아내가 죽은 지 4년이 지난 날 53세였던 그는 16살의 소녀 헬레나 푸르망(Helene Fourment)과 결혼한다. 헬레나는 1630년대 이후의 루벤스의 작품세계에 관능미에 대한 영감을 불어넣어주었고, 그는 이 영감을 살려 The Feast of Venus(Kunsthistorisches Museum, 비엔나), 삼미신(프라도 미술관 소장), 그리고 The Judgement of Paris(프라도 미술관 소장)와 같은 작품을 남겼다. 스페인의 왕실을 위해 그린 이후의 작품에서는 비너스의 모습에서 루벤스의 어린 아내의 모습을 엿볼 수 있다. 그의 아내를 그린 초상화 Helene Fourment in a Fur Wrap(Het Pelsken이라고도 불린다)에서 루벤스의 아내는 고전 조각상인 "푸디카의 비너스(Venus Pudica)"나 "메디치의 비너스(Medici Venus)"를 연상시키는 자세를 취하고 있다.

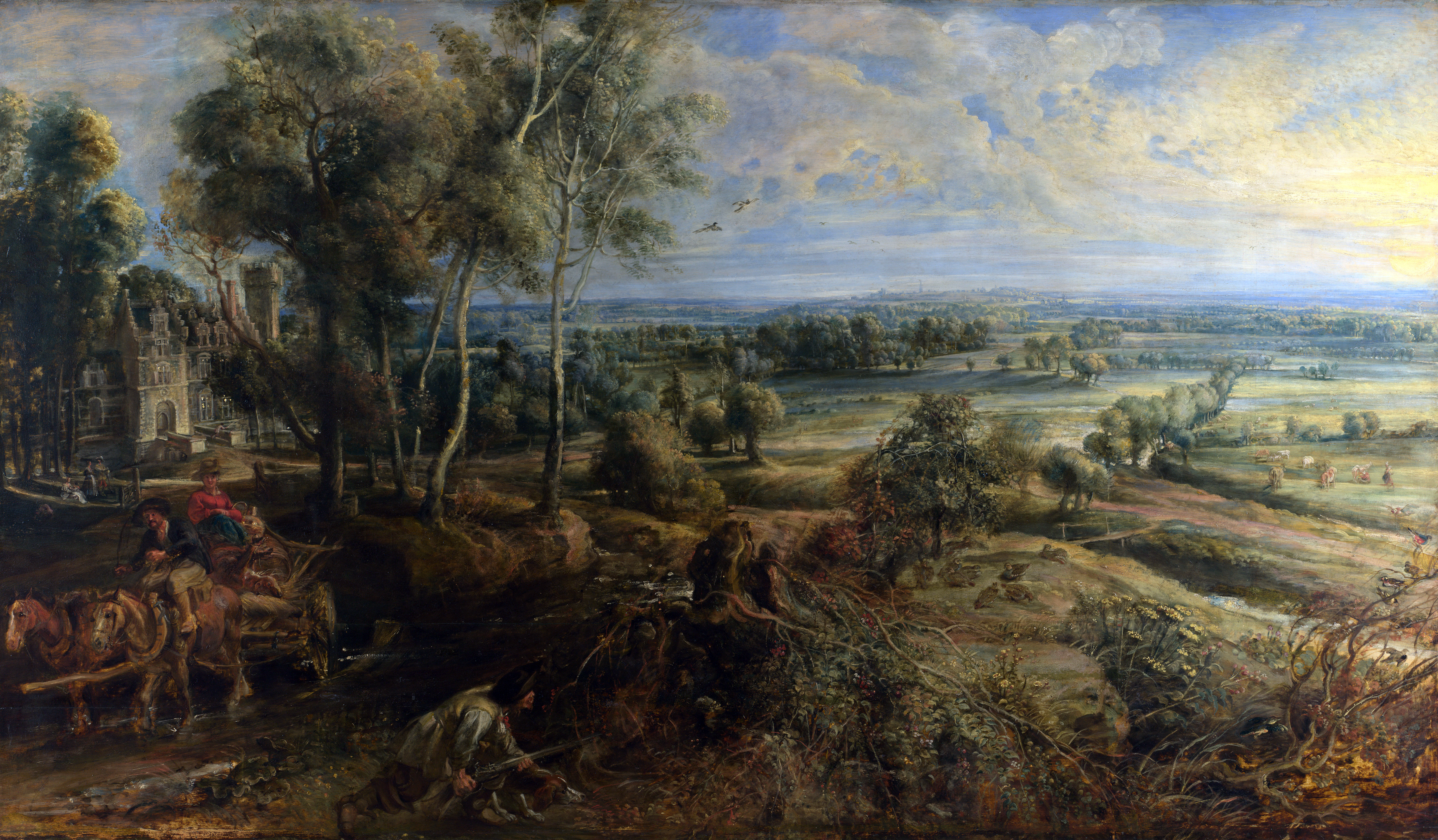
The Chateau de Steen with Hunter, 1635-8년. 내셔널 갤러리, 런던.

1635년, 루벤스는 안트베르펜 밖에 있는 the Château de Steen (Het Steen)에서 사유지를 구입하며 이곳에서 많은 시간을 보내게 된다. 이곳에서 그는 Château de Steen with Hunter(내셔널 갤러리, 런던)나 Farmers Returning from the Fields(Pitti Gallery, 피렌체)와 같은 풍경화를 그렸다. 이렇듯 그의 후기 작품들은 화가 자신의 내면을 담아낸 것으로 보이는 작품이 많이 있다. 루벤스는 또한 대 피테르 브뢰겔의 네덜란드 고유 방식의 작풍에서 영감을 얻어 Flemish Kermis(1630. 루브르 박물관, 파리)를 그렸다.
루벤스는 통풍으로 1640년 5월 30일 62세의 나이에 세상을 떠났다. 그의 시신은 안트베르펜의 성 야곱 교회에 안치되었다. 그는 일생 동안 8명의 자녀를 두었는데, 3명은 이사벨라에게서 그리고 5명은 엘렌에게서 태어났다. 가장 어린 자녀는 그가 죽었을 때 단지 8개월밖에 되지 않았다.

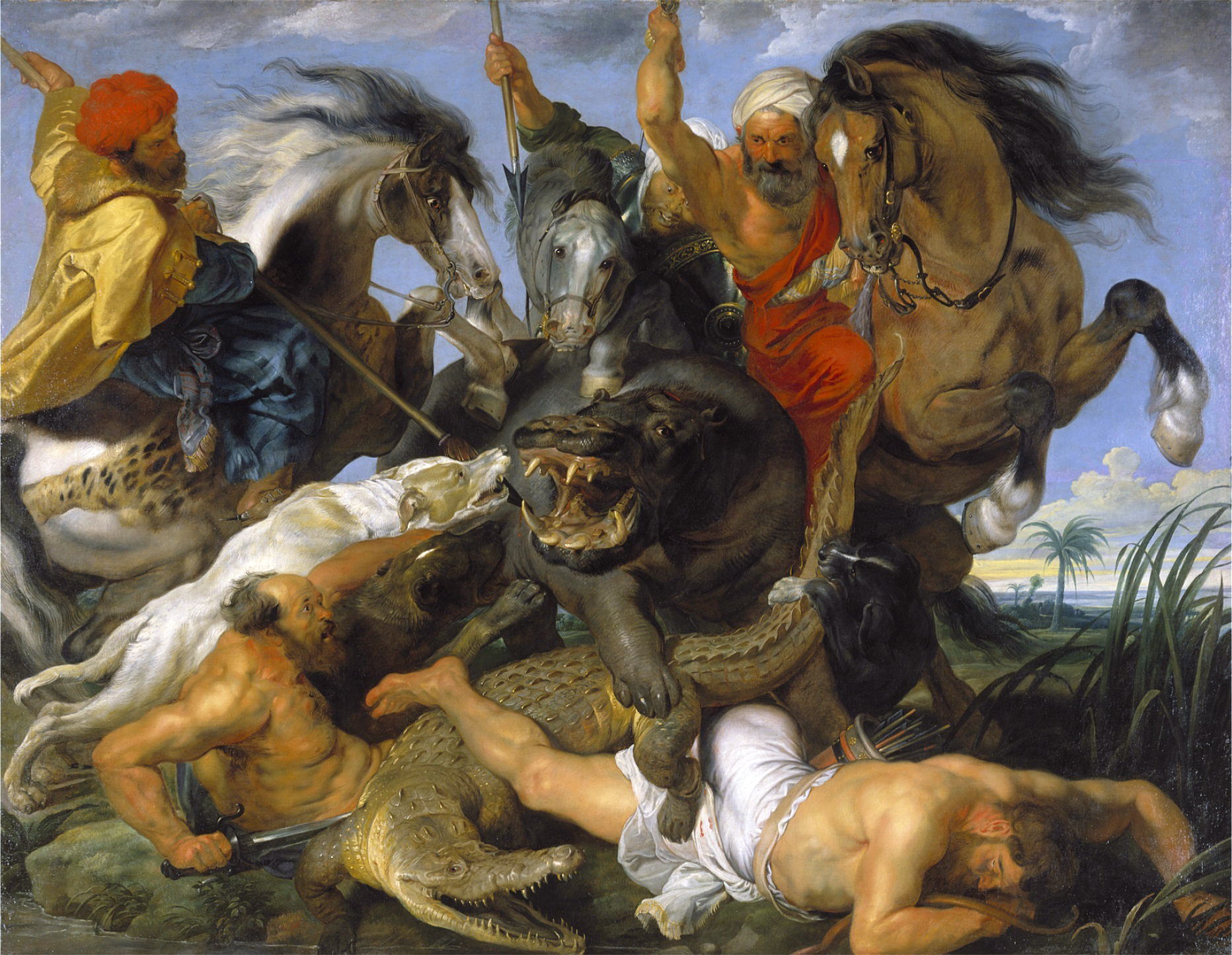
루벤스는 열정적인 역동성과 풍만한 육체를 그리는 것으로 유명하다. 〈하마와 악어 사냥〉 1616년.

## 작품
루벤스는 다작을 하던 화가로 유명하다. 그가 위탁받아 그린 그림들의 대다수는 종교적인 주제나 신화를 바탕으로 그린 그림, 역사화, 그리고 사냥을 하는 모습 등이 있다. 루벤스는 또한 자신의 친구들의 초상화를 많이 그렸고 자화상 또한 여럿 그렸으며 노년기의 그는 풍경화를 많이 그리게 된다. 루벤스는 태피스트리나 프린트를 디자인하기도 하였으며 그의 집 또한 그가 직접 설계하였다. 루벤스는 1635년 왕자이자 추기경이었던 오스트리아의 페르디난드의 명에 따라 안트베르펜에 Joyous Entry를 위한 일회성 실내장식을 감독하기도 하였다.
그의 작품은 역사화·종교화·풍경화·인물화 등 각 분야의 작품이 있는데, 모두 생기가 넘친다. 선은 힘차고 색채는 풍부하고 화려하며, 구도도 웅대하여 야성적·관능적 표현에 뛰어났다. 그러나 힘찬 역동성에 반해 세밀함에 있어서는 그리 뛰어나지 않다. 루벤스는 연습을 위해 오일을 이용한 스케치를 자주 하였으며 나무 패널을 이용해서 작품을 그린 대표적인 화가들 중 한 사람이다. 그러나 그는 물론 캔버스도 자주 사용하였으며 특히나 작품이 먼 곳으로 이송되어야 할 때에 자주 사용하였다. 세 폭 제단화같은 경우 루벤스는 종종 석판 위에 그림으로서 반사광을 해결하였다.
루벤스의 풍만한 여성의 육체에 대한 맹신은 훗날 'Rubensian'이나 'Rubenesque'와 같은 신종어를 만들어내기도 하였다. 'Rubensiaans'이란 단어는 그 때의 풍만한 여성들을 대상으로 특히나 네덜란드에서 자주 쓰이게 되었다.
17세기를 대표하는 플랑드르파의 거장이며, 동시에 바로크 회화의 대표적인 작가이다. 현재 안트베르펜에 있는 그의 저택은 그대로 루벤스 미술관으로 보존되어 있다

### 화실

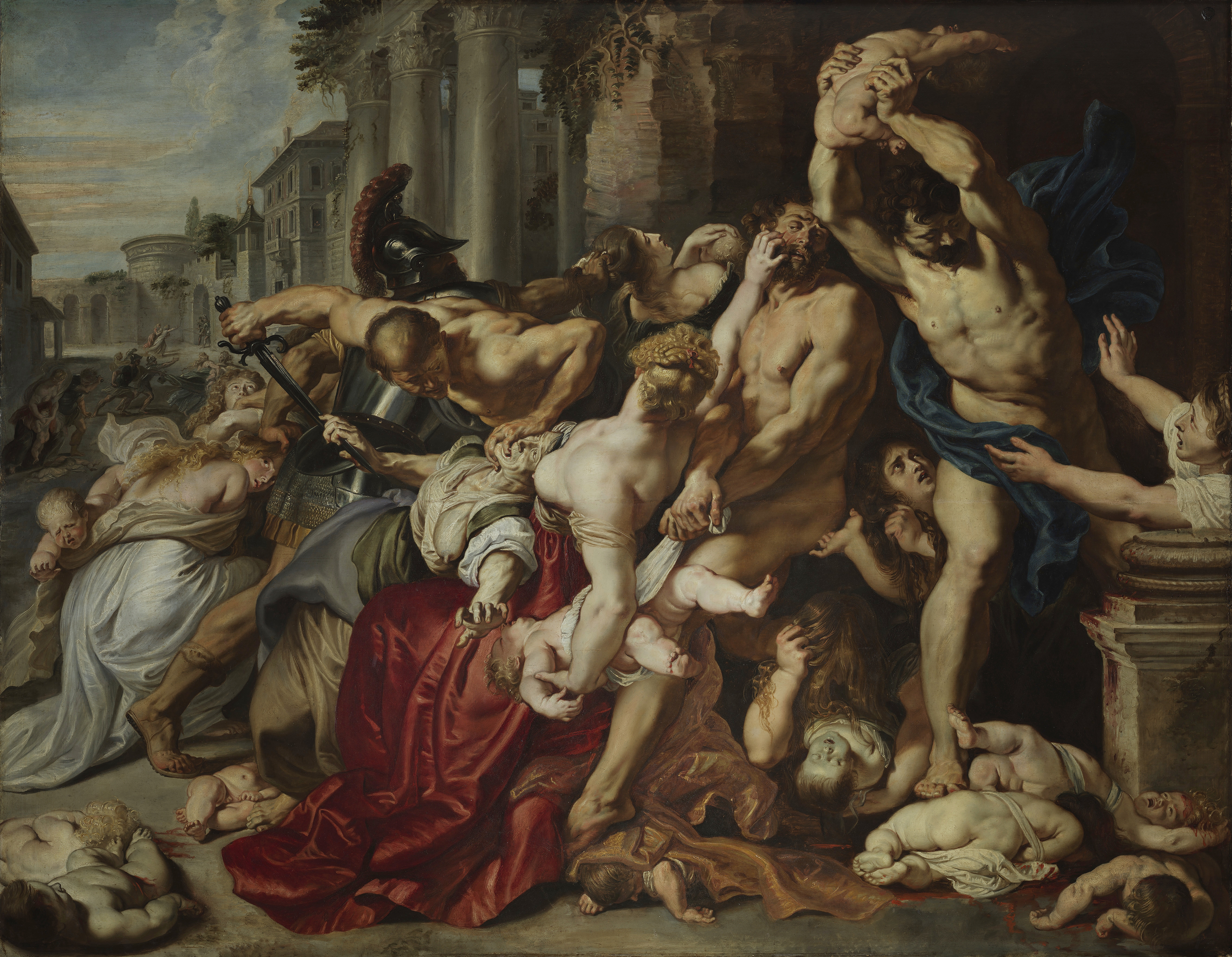
The Massacre of the Innocents, 1611년. 온타리오 미술 박물관, 런던 내셔널 갤러리에서 빌림.

이곳에서 만들어진 작품들은 크게 세 가지로 분류할 수 있다. 루벤스가 직접 그린 작품과 루벤스가 한 부분만 그린 작품(얼굴이나 손과 같은 부분), 그리고 루벤스가 지시하고 감독하여 그려진 작품이다. 루벤스는 당시의 관습처럼 큰 화실에 여러 명의 견습생과 학생들을 두고 있었다. 그 중에는 안토니 반 다이크도 있었으며 그는 훗날 그의 스승만큼이나 유명한 화가가 된다. 루벤스는 또한 프란스 스나이더나 제이콥 조디안과 같은 다른 전문가에게 동물화나 정물화를 그려주는 계약을 맺기도 했다.

### 작품의 가치
2002년 7월 10일 소더비 경매에서는, 새로 발견된 루벤스의 작품 Massacre of the Innocents가 케네스 톰슨에게 7천 6백 2십만 달러에 팔리기도 했다. 이것은 소더비 경매 역사상 현재까지의 서양 고전 예술작품에 대해서 가장 비싸게 팔린 작품으로 기록되고 있다.
최근 2006년에서는 새로 발견된 또다른 루벤스의 명작 The Calydonian Boar Hunt(1611 혹은 1612)가 파리의 Getty Collection에 팔리기도 했는데, 이때 정확한 가격은 밝혀지지 않았다. 이 작품은 고전 미술 작품의 전문가가 밝혀내기 전까지 루벤스의 학생의 작품이라 여겨져 왔었다.

## 참고 자료
- Belkin, Kristin Lohse (1998). Rubens. Phaidon Press. ISBN 0-7148-3412-2
- Belting, Hans (1994). Likeness and Presece: A History of the Image before the Era of Art. 시카고 대학 Press. ISBN 0-226-04215-4
- Held, Julius S. (1975) "On the Date and Function of Some Allegorical Sketches by Rubens." In: Journal of the Warburg and Courtauld Institutes. Vol. 38: 218–233.
- Held, Julius S. (1983) "Thoughts on Rubens' Beginnings." In: Ringling Museum of Art Journal: 14–35. ISBN 0-916758-12-5.
- Jaffé, Michael (1977). 루벤스와 이탈리아. 코넬 대학 Press. ISBN 0-8014-1064-9.
- Martin, John Rupert (1977). 바로크. HarperCollins. ISBN 0-06-430077-3.
- Mayor, A. Hyatt (1971). Prints and People. 메트로폴리탄 미술 박물관/프린스턴. ISBN 0-691-00326-2.
- Pauw-De Veen, Lydia de. "Rubens and the graphic arts." In: Connoisseur CXCV/786 (Aug 1977): 243–251.

## 추천 도서
- Alpers, Svetlana. The Making of Rubens. New Haven 1995.
- Heinen, Ulrich, "Rubens zwischen Predigt und Kunst." Weimar 1996.
- Büttner, Nils, Herr P. P. Rubens. Göttingen 2006.
- Corpus Rubenianum Ludwig Burchard. An Illustrated Catalogue Raisonne of the Work of Peter Paul Rubens Based on the Material Assembled by the Late Dr. Ludwig Burchard in Twenty-Seven Parts, Edited by the Nationaal Centrum Voor de Plastische Kunsten Van de XVI en de XVII EEUW.
- Lilar, Suzanne, Le Couple (1963), Paris, Grasset; Reedited 1970, Bernard Grasset Coll. Diamant, 1972, Livre de Poche; 1982, Brussels, Les Éperonniers, ISBN 2-87132-193-0; Translated as Aspects of Love in Western Society in 1965, by and with a foreword by Jonathan Griffin, New York, McGraw-Hill, LC 65-19851.
- Vlieghe, Hans, Flemish Art and Architecture 1585-1700, Yale University Press, Pelican History of Art, New Haven and London, 1998.